# Hada Kenji
Kenji Hada (sinh ngày 27 tháng 6 năm 1981) là một cầu thủ bóng đá người Nhật Bản.

## Sự nghiệp câu lạc bộ
Kenji Hada đã từng chơi cho Nagoya Grampus Eight, Mito HollyHock và FC Ryukyu.